# Sige
Sige (cyr. Сиге) – wieś w Serbii, w okręgu braniczewskim, w gminie Žagubica. W 2011 roku liczyła 496 mieszkańców.